# Arrest Limmen/Houtkoop
Het arrest Limmen/Houtkoop (HR 9 november 1973, NJ 1974/91) is een arrest van de Nederlandse Hoge Raad dat betrekking heeft op de rechtsbevoegdheid van de Nederlandse burgerlijke rechter, en relativiteit van het beschermd belang in verband met onrechtmatige daad.

## Casus
Houtkoop had in de gemeente Limmen een perceel gekocht met daarop een woning en daaraan verbonden een bollenschuur. In het bestemmingsplan heeft het perceel en de bebouwing een agrarische bestemming. Houtkoop wil, in strijd met het bestemmingsplan, de schuur gaan benutten voor een groothandel in kappersartikelen.

## Procesgang
Houtkoop vordert in kort geding dat de gemeente Limmen hem een woonvergunning verleent. Deze vordering is toegewezen en in cassatie niet meer van belang. In reconventie vordert de gemeente dat Houtkoop wordt verboden de gebouwen te gebruiken in strijd met de wettelijke voorschriften. De gemeente stelt dat Houtkoop jegens haar een onrechtmatige daad pleegt.
De vordering in reconventie is door de president van de rechtbank toegewezen. Het hof achtte zichzelf en de president van de rechtbank niet bevoegd. De Hoge Raad achtte de burgerlijke rechter wél bevoegd, maar de vordering niet toewijsbaar. Het cassatieberoep is verworpen omdat de gemeente geen belang had bij toewijzing.

## Hoge Raad
Wat betreft de bevoegdheid van de burgerlijke rechter overwoog de Hoge Raad:

dat de bevoegdheid van de rechter moet worden beoordeeld naar de aard van de door de aanlegger gestelde rechtsverhouding en niet naar die van de werkelijk bestaande rechtsverhouding, (...)

dat de gemeente haar vordering tot verkrijging van het jegens Houtkoop gevorderde verbod deed steunen op een volgens haar uit het bepaalde bij 1401 BW voor haar voortvloeiend recht, waarmee de bevoegdheid van de rechter tot de beoordeling van het hem voorgelegde geschil op grond van artikel 2 Wet RO was gegeven.

Wat betreft artikel 1401 BW (oud) overwoog de Hoge Raad:

dat (echter) het algemene belang dat voor elk overheidslichaam is betrokken bij de naleving van de door dat lichaam uitgevaardigde wettelijke voorschriften op zich zelf niet behoort tot de belangen welke art. 1401 BW poogt te beschermen;

Dus het algemeen belang van een overheidslichaam bij naleving van (door haar uitgevaardigde) wettelijke voorschriften behoort niet tot de belangen die artikel 1401 BW poogt te beschermen.
Het Hof had zich dus niet onbevoegd moeten verklaren, maar de vordering moeten afwijzen.
De gemeente had ook nog een subsidiaire vordering tegen Houtman. Dienaangaand overwoog de Hoge Raad:

dat de gemeente subsidiair heeft gevorderd dat aan Houtkoop zal worden verboden zich te verzetten tegen door de Gemeente toe te passen politiedwang ter zake van overtreding door Houtkoop van art. 352 van de bouwverordening;
dat tegen verzet langs de daartoe door het recht aangewezen weg geen verbod past (...)

## Samenvattend/conclusie
- De Hoge Raad erkent in dit arrest de verruimde objectum litis-leer: het enkele feit dat eiser stelt dat hem een burgerlijk recht toekomt dan wel dat hij een schuldvordering heeft, is beslissend voor de bevoegdheid van de burgerlijke rechter.
- Het algemeen belang van een overheidslichaam bij naleving van wettelijke voorschriften behoort niet tot de belangen die artikel 1401 BW (6:162 BW) beoogt te beschermen.
- Het hof had zich dus niet onbevoegd moeten verklaren maar de vordering moeten afwijzen.
- Derhalve heeft de gemeente geen belang bij cassatie, reden waarom het cassatieberoep is verworpen.